# Silvina Luna
Silvina Noelia Luna (Rosario, 21 de junio de 1980-Buenos Aires, 31 de agosto de 2023) fue una actriz, modelo y presentadora de televisión argentina.

## Biografía
Nació en Rosario, Argentina, el 21 de junio de 1980, hija de Sergio «Negro» Luna y Roxana Cheri, y hermana mayor de Ezequiel. Inició su carrera como modelo publicitaria y promotora, alcanzando la fama nacional en 2001 al participar en la segunda edición de Gran Hermano, donde se consagró subcampeona.
Tras su paso por el reality, consolidó su carrera como modelo realizando numerosas campañas publicitarias y exploró su vocación actoral. Asistió a talleres y seminarios de construcción de personajes, técnica vocal, técnica Meisner, actuación frente a cámara y actuación en acento neutro. Además, estudió teatro durante dos años con Julio Chávez.
Como actriz, participó en diversas obras teatrales de revista y comedia, destacándose en El champán las pone mimosas, Más que amigos, Abracadabra y Explosivos, entre otras. En televisión, realizó apariciones especiales en series y novelas como Los Roldán, Casados con hijos y Gladiadores de Pompeya, lo que le permitió obtener roles más relevantes en El capo y Ciega a citas. También fue concursante en tres ediciones de Bailando por un sueño (2006, 2009 y 2017) y se desempeñó como panelista en programas como Zapping Diario y Fox para todos.
Entre 2015 y 2016, filmó su primer papel protagónico en cine en Loca ella, loco yo, dirigida por Nicolás León Tannchen. La película, en etapa de postproducción, la muestra interpretando a Mauge, una paciente con trastorno bipolar que seduce a Leo, un hombre casado interpretado por Jorge Gentile.
En 2016, se trasladó a Miami, Estados Unidos, donde residió durante un año antes de regresar a Buenos Aires. Mantuvo una relación con el cantante de cumbia El Polaco entre 2017 y 2018.
En 2022, participó en el reality show El hotel de los famosos, emitido por Canal 13, aunque tuvo que abandonar la competencia debido a complicaciones de salud derivadas de una mala praxis sufrida en 2010.
Ese mismo año, decidió crear contenido erótico en la plataforma para adultos Divas Play. Tras su fallecimiento, su cuenta fue dada de baja.

## Muerte

### Problemas de salud
En 2010, se sometió a un aumento de glúteos por el cirujano Aníbal Lotocki. En julio de 2014, Luna fue hospitalizada por cálculos renales. Los estudios médicos determinaron que ese problema era producto de que Lotocki le habría aplicado polimetilmetacrilato durante el procedimiento quirúrgico; sin embargo, Cristian Pérez Latorre, un médico que en 2016 se encargó de operar a la modelo para ayudarla a retirar dicho material y mejorar su calidad de vida, señaló en julio de 2023 que cuando su equipo mandó a analizar bajo microscopía electrónica la sustancia extraída, el informe correspondiente reveló que «no era metacrilato (lo que le habían inyectado en los glúteos), sino que era polidimetilsiloxano». Y advirtió: «No fue polimetilmetacrilato. Es la silicona líquida, por así decirlo»; al mismo tiempo, el médico que operó a Luna en una clínica de California (Estados Unidos) bajo el sistema «robótica», sostuvo que la sustancia que encontraron «venía mezclada con alginato de fraguado lento, que es el cemento que se utiliza para las prótesis dentales». Pese a que no pudo retirar todo el polidimetilsiloxano que se encontraba en el cuerpo de Luna, el médico indicó: «Pudimos extraer entre el 60 y 70% del material inyectado».
En enero de 2022, el médico fue condenado a cuatro años de prisión y cinco años de inhabilitación profesional por lesiones graves ocasionadas a cuatro mujeres, incluida Luna. Debido a la operación, a Luna le diagnosticaron hipercalcemia e insuficiencia renal, por lo cual debía someterse a diálisis tres veces por semana y se encontraba a la espera de un trasplante de riñón.

### Fallecimiento
En junio de 2023, Luna fue internada en terapia intensiva en el Hospital Italiano de Buenos Aires, donde fue sedada e intubada. Falleció el 31 de agosto de ese mismo año a los 43 años, a causa de una insuficiencia renal. Sus restos se encuentran en el panteón de la Asociación Argentina de Actores (sindicato al cual estaba afiliada desde 2005) del Cementerio de la Chacarita.

## Trabajos en teatro
- 2002: La noche de las pistolas frías
- 2003-2004: Coronados de risa… vivamos!
- 2004-2005: Diferente
- 2006: El champán las pone mimosas
- 2008: Más que amigos - Teatro Premier junto a Marcelo de Bellis, Alberto Martín, Cecilia "Caramelito" Carrizo, Diego Pérez y Silvio Klein.
- 2012: Delicadamente inmoral
- 2013: Cirugía para 2 - Teatro Melos de Villa Carlos Paz junto a Florencia de la V, Aníbal Pachano, Matías Alé, Gladys Florimonte, Claudia Fernández, Alejandro Müller y Micaela Breque.
- 2016: Algunas mujeres a las que le cagué la vida - Teatro del Sol de Villa Carlos Paz junto a Pablo Rago, Miriam Lanzoni, Laura Bruni y Magui Bravi.
- 2016-2017: Abracadabra junto a  Freddy Villarreal, Pedro Alfonso, Tomás Fonzi, Charlotte Caniggia, Bicho Gómez, Iliana Calabró, Florencia Vigna y El Polaco y posteriormente con Gustavo Conti y Alejandro Müller.
- 2017-2018: Explosivos junto a Florencia de la V, Gladys, la Bomba Tucumana, El Polaco, Gladys Florimonte y Tyago Griffo.

## Filmografía

### Televisión
| Programas de televisión | Programas de televisión                   | Programas de televisión | Programas de televisión                              |
| Año                     | Título                                    | Papel                   | Notas                                                |
| 1998                    | Verano del 98                             | Capítulo 72             |                                                      |
| ----------------------- | ----------------------------------------- | ----------------------- | ---------------------------------------------------- |
| 2001                    | Gran Hermano 2                            | Participante            | 7.ª Eliminada                                        |
| 2001                    | Gran Hermano 2                            | Participante            | Subcampeona                                          |
| 2002                    | Maru a la tarde                           | Reportera               |                                                      |
| 2002                    | Susana Giménez                            | Invitada                |                                                      |
| 2003                    | Ciudad gótica (Chile)                     | Invitada                |                                                      |
| 2003                    | Noche de juegos (Chile)                   | Invitada                |                                                      |
| 2004                    | Don Francisco presenta (Estados Unidos)   | Invitada                |                                                      |
| 2004                    | De pe a pa (Chile)                        | Invitada                |                                                      |
| 2004                    | Primer plano (Chile)                      | Invitada                |                                                      |
| 2004                    | SQP (Chile)                               | Invitada                |                                                      |
| 2004                    | Mucho Lucho (Chile)                       | Invitada                |                                                      |
| 2004                    | El diario de Eva (Chile)                  | Invitada                |                                                      |
| 2004                    | Videomatch                                | Modelo                  | 1 emisión                                            |
| 2004                    | MTV Video Music Awards Latinoamérica 2004 | Presentadora            | Segmento "Mejor artista Hip-Hop/R&B - Internacional" |
| 2004                    | Teletón 2004 (Chile)                      | Vedette                 | Segmento "Sexytón"                                   |
| 2005                    | Vértigo (Chile)                           | Invitada                |                                                      |
| 2005                    | La última tentación (Chile)               | Invitada                |                                                      |
| 2005                    | Odisea, en busca del tesoro perdido       | Participante            | 15.va Eliminada                                      |
| 2006                    | Animal nocturno (Chile)                   | Invitada                |                                                      |
| 2006                    | Showmatch: Bailando por un sueño 2        | Participante            | 7.ª Eliminada                                        |
| 2007                    | Odisea, aventura Argentina                | Participante            | 2.ª Eliminada                                        |
| 2009                    | El musical de tus sueños                  | Participante            | 16.va Eliminada                                      |
| 2010-2011               | GH 2011 Medianoche                        | Conductora              |                                                      |
| 2010-2011               | GH 2011 Previa Gala de Nominación         | Conductora              |                                                      |
| 2010-2011               | GH 2011 Fiesta Temática                   | Conductora              |                                                      |
| 2011                    | Zapping Diario                            | Panelista               |                                                      |
| 2011                    | Pura Química                              | Panelista invitada      |                                                      |
| 2011                    | Sábado bus 2011                           | Invitada/Participante   | 1 emisión                                            |
| 2012                    | Minuto para ganar                         | Participante            | 1 episodio especial con famosos                      |
| 2013                    | Celebrity Splash                          | Participante            | 7.ª Eliminada                                        |
| 2013-2014               | Fox para todos                            | Conductora              |                                                      |
| 2014                    | Tu cara me suena 2                        | Jennifer Lopez          | Acompaña al concursante Fernando Dente en 1 emisión  |
| 2015                    | La jaula de la moda                       | Panelista invitada      |                                                      |
| 2015                    | ¿Qué fue primero, el huevo o la gallina?  | Participante            | 7° Lugar de la emisión                               |
| 2015                    | Escape perfecto                           | Participante            | 1 emisión                                            |
| 2015                    | Como anillo al dedo                       | Participante            | 1 emisión                                            |
| 2016-2021               | Pasapalabra                               | Participante famosa     | 5 emisiones                                          |
| 2017                    | Showmatch: Bailando 2017                  | Participante            | 8.ª Eliminada                                        |
| 2018                    | La tribuna de Guido                       | Jurado invitada         |                                                      |
| 2018-2019               | Incorrectas                               | Panelista               |                                                      |
| 2019                    | Incorrectas night                         | Panelista               |                                                      |
| 2020                    | Divina comida                             | Participante            | 5° Lugar de la semana                                |
| 2020                    | Pampita Online                            | Panelista               |                                                      |
| 2020                    | El show del problema                      | Panelista               |                                                      |
| 2020                    | El show del problema en casa              | Panelista               |                                                      |
| 2021                    | 100 argentinos dicen                      | Participante            | 1 emisión "Especial famosos"                         |
| 2022                    | Flor de equipo                            | Panelista               |                                                      |
| 2022                    | El hotel de los famosos                   | Participante            | 6.ª Eliminada                                        |
| Ficciones               |                                           |                         |                                                      |
| Año                     | Título                                    | Personaje               | Notas                                                |
| 2000                    | Verano del 98                             | Modelo                  |                                                      |
| 2002                    | Poné a Francella                          | Varios personajes       | Actuación en sketchs                                 |
| 2003                    | La peluquería de los Mateos               | Varios personajes       | Actuación en sketchs                                 |
| 2004                    | No hay 2 sin 3                            | Varios personajes       | Actuación en sketchs                                 |
| 2004-2005               | Los Roldán                                | Sol Guelar              | Recurrente                                           |
| 2005                    | Amor en custodia                          | Melisa                  | Participación especial                               |
| 2005                    | El Patrón de la Vereda                    | Luciana "Lucy" Ferita   | Participación especial                               |
| 2005                    | Casados con hijos                         | Brenda                  | Episodio "¿Crees que soy sexy?"                      |
| 2006                    | Gladiadores de Pompeya                    | Carolina "Caro"         | Participación especial                               |
| 2006                    | Un cortado, historias de café             |                         | Participación especial                               |
| 2007                    | Son de Fierro                             | Merlina                 | Recurrente                                           |
| 2007                    | El capo                                   | Luz del Mar             | Participación especial                               |
| 2008                    | Valentino, el argentino                   | Paula                   | Participación especial                               |
| 2009-2010               | Ciega a citas                             | Gisella Pandolfi        | Coprotagonista                                       |
| 2010                    | Todos contra Juan 2                       | Ella misma              | Cameo                                                |
| 2011                    | Maltratadas                               | Silvina                 | Episodio "La invitada"                               |
| 2012-2013               | La pelu                                   | Silvina Moon            | Antagonista                                          |
| 2013                    | Los Grimaldi                              | Solange                 | Participación especial                               |
| 2014                    | Señores papis                             | Sabrina Menéndez        | Participación especial                               |
| 2016                    | Ultimátum                                 | Ivana                   | Participación especial                               |
| 2017                    | Las Estrellas                             | Julia Ríos              | Participación especial                               |
| 2019                    | El host                                   | Ella misma              | Participación especial                               |

### Series web
| Año  | Título        | Papel   | Notas                       |
| ---- | ------------- | ------- | --------------------------- |
| 2010 | Combinaciones | Silvina | Episodio "BB Alienígena"    |
| 2011 | Conexión      | Silvi   | Episodio "Amores que matan" |

### Cine
| Año  | Título                           | Papel      | Notas        |
| ---- | -------------------------------- | ---------- | ------------ |
| 2012 | El vagoneta en el mundo del cine | Ella misma | Cameo        |
| TBA  | Loca ella, loco yo               | Mauge      | Protagonista |

### Videoclips
| Año  | Canción                 | Artista                                         |
| ---- | ----------------------- | ----------------------------------------------- |
| 2013 | S.O.S. (Same Old Story) | Maxi Trusso feat. ToMakeNoise                   |
| 2015 | Imaginándola            | Rudy Serrano (Hijos del Hijo)                   |
| 2017 | Escapémonos             | Ezequiel "El Polaco" Cwirkaluk feat. Ella misma |